# Rannu (alevik)
Rannu – osiedle (alevik) w Estonii, w prowincji Tartu, w gminie Elva. W 2021 miało ono 409 mieszkańców.

## Etymologia
August Wilhelm Hupel, niemiecki językoznawca, uważał, że zarówno wieś, jak i dwór, zostały nazwane od słowa rand, co odnosi sę do położenia na brzegach jeziora Võrtsjärv.

## Historia
W 1438 roku znajdował się tutaj dwór o nazwie Rnaden-Schloß. Pierwsze wzmianki o Rannu, wtedy o nazwie Randen, pochodzą z 1471 roku. Znajdowało się na południu, niedaleko kościoła Rannu, który obecnie leży na terenie wsi Kaarlijärve. Pod koniec XIX wieku prawdopodobnie Rannu zostało przekształcone w dwór lub połączone z Kureküla. W 1977 roku osada, która leżała na terenach dworu, została przekształcona w wieś. Rannu należało do gminy Rannu przed reformą administracyjną samorządów lokalnych w 2017 roku..